# Naoki Maeda (Fußballspieler, 1994)
Naoki Maeda (jap. 前田 直輝, Maeda Naoki; * 17. November 1994 in der Präfektur Saitama) ist ein japanischer Fußballspieler.

## Karriere
Naoki Maeda erlernte das Fußballspielen in der Jugendmannschaft von Tokyo Verdy. Hier unterschrieb er 2013 auch seinen ersten Profivertrag. Der Verein aus der Präfektur Tokio spielte in der zweithöchsten japanischen Liga, der J2 League. Der Erstligist Matsumoto Yamaga FC aus Matsumoto lieh ihn die Saison 2015 aus. In der ersten Liga bestritt er 31 Spiele. Von 2015 spielte er zweimal in der J.League U-22 Selection. Diese Mannschaft, die in der dritten Liga, der J3 League, spielte, setzte sich aus den besten Nachwuchsspielern der höherklassigen Vereine zusammen. Das Team wurde mit Blick auf die Olympischen Sommerspiele 2016 in Rio de Janeiro gegründet. Die Auswahl der Spieler erfolgte auf wöchentlicher Basis aus einem Pool, für den jeder Verein förderungswürdige Talente benennen konnte; die Zusammensetzung der Mannschaft variierte daher sehr stark von Spiel zu Spiel. Yokohama F. Marinos, ein Erstligist aus Yokohama, verpflichtete ihn 2016. 2017 stand er mit den Marinos im Finale des Kaiserpokals, welches man aber mit 2:1 gegen Cerezo Osaka verlor. Sein ehemaliger Verein Matsumoto Yamaga FC nahm Anfang 2018 unter Vertrag. Hier spielte er bis Mitte 2018. Im Juli unterschrieb er einen Vertrag beim Erstligaaufsteiger Nagoya Grampus aus Nagoya. Am 30. Oktober 2021 stand er mit Nagoya im Finale des J. League Cup. Das Finale gegen Cerezo Osaka gewann man mit 2:0. Im Januar 2022 ging er nach Europa. Hier wurde er an den niederländischen Erstligisten FC Utrecht ausgeliehen. Für den Verein aus Utrecht bestritt er zwölf Erstligaspiele. Nach der Ausleihe kehrte er Ende Juni 2023 nach Japan zurück. Nach Vertragsende bei Nagoya Grampus unterschrieb er im Januar 2024 einen Vertrag beim ebenfalls in der ersten Liga spielenden Urawa Red Diamonds. Nach insgesamt 27 Ligaspielen wechselte er Ende März 2025 zum Ligarivalen Sanfrecce Hiroshima.

## Erfolge
Yokohama F. Marinos
- Japanischer Pokalfinalist: 2017

Nagoya Grampus
- Japanischer Ligapokalsieger: 2021